# James Goddard
Pour les articles homonymes, voir Goddard.
James Francis Goddard (né le 30 mars 1983 à Victoria aux Seychelles) est un nageur britannique.
Il a remporté trois médailles d'or aux Jeux du Commonwealth durant sa carrière (un en 2002 et deux en 2010), le titre sur le 200 m quatre nages aux Championnats d'Europe petit bassin 2008, puis la médaille de bronze sur cette épreuve aux Mondiaux en petit bassin en fin d'année. En 2012, il est vice-champion d'Europe du 200 m quatre nages en grand bassin.
Ayant participé à trois éditions des Jeux olympiques, son meilleur résultat reste une quatrième place obtenue sur le 200 m dos aux Jeux olympiques de 2004.

## Palmarès

### Championnats du monde

#### Petit bassin
- Championnats du monde 2008 à Manchester (Royaume-Uni) :
  -  Médaille de bronze du 200 m quatre nages

### Championnats d'Europe

#### Grand bassin
- Championnats d'Europe 2012 à Debrecen (Hongrie) :
  -  Médaille d'argent du 200 m quatre nages

#### Petit bassin
- Championnats d'Europe 2008 à Rijeka (Croatie) :
  -  Médaille d'or du 200 m quatre nages
  -  Médaille de bronze du 100 m quatre nages

### Jeux du Commonwealth
- Jeux du Commonwealth de 2002 à Manchester (Angleterre) :
  -  Médaille d'or du 200 m dos
  -  Médaille de bronze du 200 m quatre nages
- Jeux du Commonwealth de 2010 à Delhi (Inde) :
  -  Médaille d'or du 200 m dos
  -  Médaille d'or du 50 m quatre nages